# Томаш Ржепка
Томаш Ржепка (чеськ. Tomáš Řepka, нар. 2 січня 1974, Славичин) — чеський футболіст, що грав на позиції центрального захисника за низку чеських і іноземних клубних команд, а також національну збірну Чехії.

## Клубна кар'єра
У дорослому футболі дебютував 1991 року виступами за команду клубу «Банік», в якій провів чотири сезони, взявши участь у 77 матчах чемпіонату.
З 1995 року протягом трьох сезонів захищав кольори празької «Спарти». За цей час двічі виборював титул чемпіона Чехії, ставав володарем Кубка Чехії.
Своєю грою за чеського гранда привернув увагу представників тренерського штабу італійської «Фіорентини», до складу якої приєднався 1998 року. Відіграв за «фіалок» наступні три сезони своєї ігрової кар'єри. Більшість часу, проведеного у складі «Фіорентини», був основним гравцем захисту команди. 2001 року додав до переліку своїх трофеїв титул володаря Кубка Італії.
2001 року уклав контракт з англійським клубом «Вест Гем Юнайтед», у складі якого провів наступні п'ять років своєї кар'єри гравця. Граючи у складі «Вест Гем Юнайтед» також здебільшого виходив на поле в основному складі команди.
На початку 2006 року повернувся на батьківщину, знову ставши гравцем «Спарти». Протягом наступних п'яти років був основним захисником празької команди, додав до переліку своїх трофеїв ще два титули чемпіона Чехії і два національних кубки.
Завершив професійну ігрову кар'єру у клубі «Динамо» (Чеські Будейовиці), за команду якого виступав протягом 2011—2012 років.

## Виступи за збірні
1993 року провів один матч у складі національної збірної Чехословаччини, для якої це була одна з останніх ігор в історії.
В подальшому захищав кольори збірних Чехії — з 1994 року був гравцем національної збірної країни, а 1996 року залучався до складу молодіжної збірної Чехії.
За чеську національну команду протягом 1994–2001 років провів 46 матчів, забивши 1 гол. Був учасником чемпіонату Європи 2000 року у Бельгії та Нідерландах, де виходив на поле в усіх трьох іграх команди на груповому етапі, який вона подолати не змогла.

## Неспортивна поведінка
Ржепка був відомий невитриманістю і агресією на футбольному полі, яка виливалася у значну, навіть як на центрального захисника, кількість вилучень. Протягом професійної кар'єри отримав 20 червоних карток. В одному зі скандальних епізодів восени 2007 року був вилучений за атаку на суддів гри і телевізійного оператора.
| Команда                      | Червоні картки |
| ---------------------------- | -------------- |
| «Банік»                      | 2              |
| «Спарта» (Прага)             | 4              |
| «Динамо» (Чеські Будейовиці) | 1              |
| «Фіорентина»                 | 6              |
| «Вест Гем Юнайтед»           | 4              |
| Чехія                        | 2              |
| Чехія U-21                   | 1              |

| Дата       | Місто          | Господарі            | Результат | Гості                | Турнір             | Голи | Примітки |
| ---------- | -------------- | -------------------- | --------- | -------------------- | ------------------ | ---- | -------- |
| 23-2-1994  | Тофтір         | Фарерські острови    | 0 – 3     | Чехія                | Відбір до ЧЄ 1996  | -    |          |
| 23-2-1994  | Стамбул        | Туреччина            | 1 – 4     | Чехія                | товариський матч   | -    | 78'      |
| 25-5-1994  | Острава        | Чехія                | 5 – 3     | Литва                | товариський матч   | -    |          |
| 5-6-1994   | Дублін         | Ірландія             | 1 – 3     | Чехія                | товариський матч   | -    | ЖК       |
| 17-8-1994  | Бордо          | Франція              | 2 – 2     | Чехія                | товариський матч   | -    |          |
| 8-3-1995   | Брно           | Чехія                | 4 – 1     | Фінляндія            | товариський матч   | -    |          |
| 29-3-1995  | Острава        | Чехія                | 4 – 2     | Білорусь             | Відбір до ЧЄ 1996  | -    | 71'      |
| 26-4-1995  | Прага          | Чехія                | 3 – 1     | Нідерланди           | Відбір до ЧЄ 1996  | -    |          |
| 8-5-1995   | Братислава     | Словаччина           | 1 – 1     | Чехія                | товариський матч   | -    |          |
| 7-6-1995   | Люксембург     | Люксембург           | 1 – 0     | Чехія                | Відбір до ЧЄ 1996  | -    | 68'      |
| 16-8-1995  | Осло           | Норвегія             | 1 – 1     | Чехія                | Відбір до ЧЄ 1996  | -    |          |
| 6-9-1995   | Прага          | Чехія                | 2 – 0     | Норвегія             | Відбір до ЧЄ 1996  | -    |          |
| 7-10-1995  | Мінськ         | Білорусь             | 0 – 2     | Чехія                | Відбір до ЧЄ 1996  | -    |          |
| 24-4-1996  | Прага          | Чехія                | 2 – 0     | Ірландія             | товариський матч   | -    | 38'      |
| 12-3-1997  | Острава        | Чехія                | 2 – 1     | Польща               | товариський матч   | -    |          |
| 2-4-1997   | Прага          | Чехія                | 1 – 2     | Югославія            | Відбір до ЧС 1998  | -    |          |
| 8-6-1997   | Вальядолід     | Іспанія              | 1 – 0     | Чехія                | Відбір до ЧС 1998  | -    | 1'       |
| 6-9-1997   | Тофтір         | Фарерські острови    | 0 – 2     | Чехія                | Відбір до ЧС 1998  | -    | 16'      |
| 11-10-1997 | Прага          | Чехія                | 3 – 0     | Словаччина           | Відбір до ЧС 1998  | -    |          |
| 22-4-1998  | Мурська Собота | Словенія             | 1 – 3     | Чехія                | товариський матч   | -    | 22'      |
| 21-5-1998  | Кобе           | Чехія                | 1 – 0     | Парагвай             | товариський матч   | -    |          |
| 24-5-1998  | Йокогама       | Японія               | 0 – 0     | Чехія                | товариський матч   | -    |          |
| 27-5-1998  | Сеул           | Південна Корея       | 2 – 2     | Чехія                | товариський матч   | -    | 87'      |
| 10-10-1998 | Сараєво        | Боснія і Герцеговина | 1 – 3     | Чехія                | Відбір до ЧЄ 2000  | -    | 4'       |
| 14-10-1998 | Тепліце        | Чехія                | 4 – 1     | Естонія              | Відбір до ЧЄ 2000  | -    |          |
| 18-11-1998 | Лондон         | Англія               | 2 – 0     | Чехія                | товариський матч   | -    |          |
| 27-3-1999  | Тепліце        | Чехія                | 2 – 0     | Литва                | Відбір до ЧЄ 2000  | -    | 5'       |
| 5-6-1999   | Таллінн        | Естонія              | 0 – 2     | Чехія                | Відбір до ЧЄ 2000  | -    |          |
| 9-6-1999   | Прага          | Чехія                | 3 – 2     | Шотландія            | Відбір до ЧЄ 2000  | 1    |          |
| 4-9-1999   | Вільнюс        | Литва                | 0 – 4     | Чехія                | Відбір до ЧЄ 2000  | -    |          |
| 8-9-1999   | Тепліце        | Чехія                | 3 – 0     | Боснія і Герцеговина | Відбір до ЧЄ 2000  | -    |          |
| 9-10-1999  | Прага          | Чехія                | 2 – 0     | Фарерські острови    | Відбір до ЧЄ 2000  | -    |          |
| 13-11-1999 | Ейндговен      | Нідерланди           | 1 – 1     | Чехія                | товариський матч   | -    |          |
| 23-2-2000  | Дублін         | Ірландія             | 3 – 2     | Чехія                | товариський матч   | -    | 46'      |
| 26-4-2000  | Прага          | Чехія                | 4 – 1     | Ізраїль              | товариський матч   | -    |          |
| 3-6-2000   | Нюрнберг       | Німеччина            | 3 – 2     | Чехія                | товариський матч   | -    |          |
| 11-6-2000  | Амстердам      | Нідерланди           | 1 – 0     | Чехія                | ЧЄ 2000 - 1-й етап | -    | 66'      |
| 16-6-2000  | Брюгге         | Чехія                | 1 – 2     | Франція              | ЧЄ 2000 - 1-й етап | -    |          |
| 21-6-2000  | Льєж           | Чехія                | 2 – 0     | Данія                | ЧЄ 2000 - 1-й етап | -    |          |
| 2-9-2000   | Софія (місто)  | Болгарія             | 0 – 1     | Чехія                | Відбір до ЧС 2002  | -    |          |
| 7-10-2000  | Тепліце        | Чехія                | 4 – 0     | Ісландія             | Відбір до ЧС 2002  | -    |          |
| 11-10-2000 | Та-Калі        | Мальта               | 0 – 0     | Чехія                | Відбір до ЧС 2002  | -    | 23', 50' |
| 25-4-2001  | Прага          | Чехія                | 1 – 1     | Бельгія              | товариський матч   | -    |          |
| 6-6-2001   | Тепліце        | Чехія                | 3 – 1     | Північна Ірландія    | Відбір до ЧС 2002  | -    |          |
| 6-10-2001  | Прага          | Чехія                | 6 – 0     | Болгарія             | Відбір до ЧС 2002  | -    |          |
| 10-11-2001 | Брюссель       | Бельгія              | 1 – 0     | Чехія                | Відбір до ЧС 2002  | -    | 41'      |
| Усього     |                | Матчів               | 46        |                      | Голів              | 1    |          |

## Титули і досягнення
- Чемпіон Чехії (4):

«Спарта» (Прага): 1996-1997, 1997-1998, 2006-2007, 2009-2010
- Володар Кубка Чехії (3):

«Спарта» (Прага): 1995-1996, 2006-2007, 2008-2009
- Володар Суперкубка Чехії (1):

«Спарта» (Прага): 2010
- Володар Кубка Італії (1):

«Фіорентина»: 2000-2001
- Чемпіон Європи (U-16): 1990